# Loangoweber
Der Loangoweber (Ploceus subpersonatus, Syn.: Hyphantornis subpersonata) zählt innerhalb der Familie der Webervögel (Ploceidae) zur Gattung der Ammerweber (Ploceus).
Der Vogel kommt in Subsahara-Afrika vor in Angola, in der Demokratischen Republik Kongo, in Gabun und der Republik Kongo.
Das Verbreitungsgebiet umfasst tropischen oder subtropischen Trockenwald, Savanne und Sümpfe.

## Merkmale
Die Art ist 15 cm groß, ein kleiner Webervogel mit schlankem Schnabel. Das Männchen hat eine ausgedehnte schwarze Maske vom Scheitel über Stirn, Zügel und Wangen bis zur Kehle und tropfenförmig zur Brust reichend mit goldbrauner Begrenzung. Iris und Schnabel sind dunkel, Flügel und Schwanzoberseite grau bis olivfarben. Das Weibchen hat eine olivgrüne Oberseite und blass gelbe Unterseite. Der Loangoweber ist etwas größer, aber weniger leuchtend gelb als der Mönchsweber (Ploceus pelzelni).
Die Art ist monotypisch.

## Stimme
Der Gesang des Männchens wird als „chuckolo to-chuka-chuka-chuka-chuka“ beschrieben.

## Lebensweise
Die Nahrung besteht wohl aus Insekten.
Die Brutzeit ist nicht sicher bekannt.

## Gefährdungssituation
Der Bestand gilt als gefährdet (Vulnerable) aufgrund von Habitatverlust.